# Pontével
Pontével é uma vila portuguesa sede da Freguesia de Pontével do Município de Cartaxo, freguesia com 27,84 km² de área e 4360 habitantes (censo de 2021) tendo, assim, uma densidade populacional de 156,6 hab./km²
Além da sede, a freguesia é ainda constituída pelas localidades de Casais da Amendoeira, Casais Penedos, Vale da Zebra, Casais Lagartos, Casais Luízes, Casais das Areias, Casais d’Alcaria, Rosmaninho, Oira, Capeludos e Vale de Choupos.
A povoação de Pontével foi elevada à categoria de vila em 1991.
Tem como orago Nossa Senhora da Purificação (Nossa Senhora das Candeias). 

## Demografia
Nota: Com lugares desta freguesia foi criada pela Lei n.º 66/88, de 23 de maio, a freguesia de Vale da Pedra.
A população registada nos censos foi:
| Distribuição da População por Grupos Etários | Distribuição da População por Grupos Etários | Distribuição da População por Grupos Etários | Distribuição da População por Grupos Etários | Distribuição da População por Grupos Etários |
| -------------------------------------------- | -------------------------------------------- | -------------------------------------------- | -------------------------------------------- | -------------------------------------------- |
| Ano                                          | 0-14 Anos                                    | 15-24 Anos                                   | 25-64 Anos                                   | > 65 Anos                                    |
| 2001                                         | 610                                          | 589                                          | 2363                                         | 837                                          |
| 2011                                         | 678                                          | 429                                          | 2502                                         | 1005                                         |
| 2021                                         | 518                                          | 440                                          | 2184                                         | 1218                                         |

## História
De fundação muito antiga, anterior à da nacionalidade, começa a constar na documentação régia logo a partir de Dom Afonso Henriques, mas, sobretudo, de Dom Sancho I, que lhe concede o primeiro foral (1194), mais tarde confirmado por Dom Afonso II. Nos tempos da Reconquista era vital assegurar o povoamento de zonas limítrofes de posições importantes, como era o caso de Pontével relativamente a Santarém. Daí que o Rei fizesse doação destas terras quer aos Francos de Vila Verde quer à Ordem Militar de São João do Hospital, que então se estabelecia em Santarém. A importância da Comenda de Pontével, integrava Ereira e Lapa, está patenteada pela posição que ocupava, relativamente à sua congénere scalabitana, com a qual chegava a rivalizar em termos de supremacia hierárquica.
Apesar da vetusta idade, Pontével não conserva muitos vestígios do passado e encerra alguns mistérios que urge decifrar. A chamada Ponte Romana ou Medieval é um desses mistérios, pois apenas se pode constatar que se trata de uma obra rudimentar bastante arcaica. No século XIV, o fidalgo Bartolomeu Joanes (cuja sepultura podemos ainda hoje apreciar à entrada da Sé de Lisboa deixou uma disposição testamentária com vista à construção de uma ponte sobre o rio de Pontével.
A Igreja de Nossa Senhora da Purificação (Matriz de Pontével) assenta sobre o primitivo templo cristão ali erguido provavelmente logo a partir do século XII, mas foi completamente reconstruída no século XVII, sofrendo a partir daí algumas obras de restauro. No seu interior podem-se apreciar alguns elementos importantes datados entre os séculos XVI e XVIII, como a pia baptismal, os painéis pintados do Mestre da Romeira, um fresco da Padroeira no teto da capela-mor, azulejaria, talha dourada e muitos outros motivos. São ainda de realçar os túmulos dos Comendadores do século XVII, entre os quais se destaca o de António Botto Pimentel.
O brilho de Pontével parece ter-se apagado com a extinção das ordens religiosas, de tal modo que, entre os finais do século XIX e o início do século XX, alguns ilustres visitantes se indignam com o estado de ruína da velha urbe. Por essa razão talvez, podemos assistir, a partir de então, a algum renascimento urbanístico, embora modesto. Exemplos de obras desse período são a reconstrução da Capela de Nossa Senhora do Desterro (antiga Ermida do Espírito Santo), bem como os arranjos do Rio da Fonte (o fontanário, a ponte, e a consolidação da margem esquerda do rio). Já na década de 30, noutra zona da grande beleza natural e entrada da vila, foi construída uma fonte que ostenta a forma de uma concha, à qual o povo rapidamente chamou, A Saramaga.
Poucos anos depois, em homenagem ao espírito filarmónico que também caracteriza a sociedade pontelevense, ergueu-se, no antigo Largo dos Três Fidalgos, um típico Coreto, que rebaptizou o local. Ofuscando o seu verdadeiro nome: Largo Mariano de Carvalho.

## Festas anuais
- Festa dos Fazendeiros que se realiza no Domingo de Pascoela (realizada em anos ímpares) ;
- Artével - Feira de Artesanato e Artes Plásticas que se realiza em meados de Junho;
- Festa em honra de Nossa Senhora do Desterro que se realiza no primeiro fim de semana de Setembro.

## Gente Ilustre de Pontével
Marco Chagas (Ciclista vencedor de 4 Voltas a Portugal em Bicicleta)
Duarte Raposo (ator na série juvenil morangos com açucar)